# BCC (winkel)
BCC, oorspronkelijk Bakker Cash & Carry, is een Nederlandse winkelketen die consumentenelektronica verkocht. De keten werd op 22 september 2023 failliet verklaard. 

## Geschiedenis

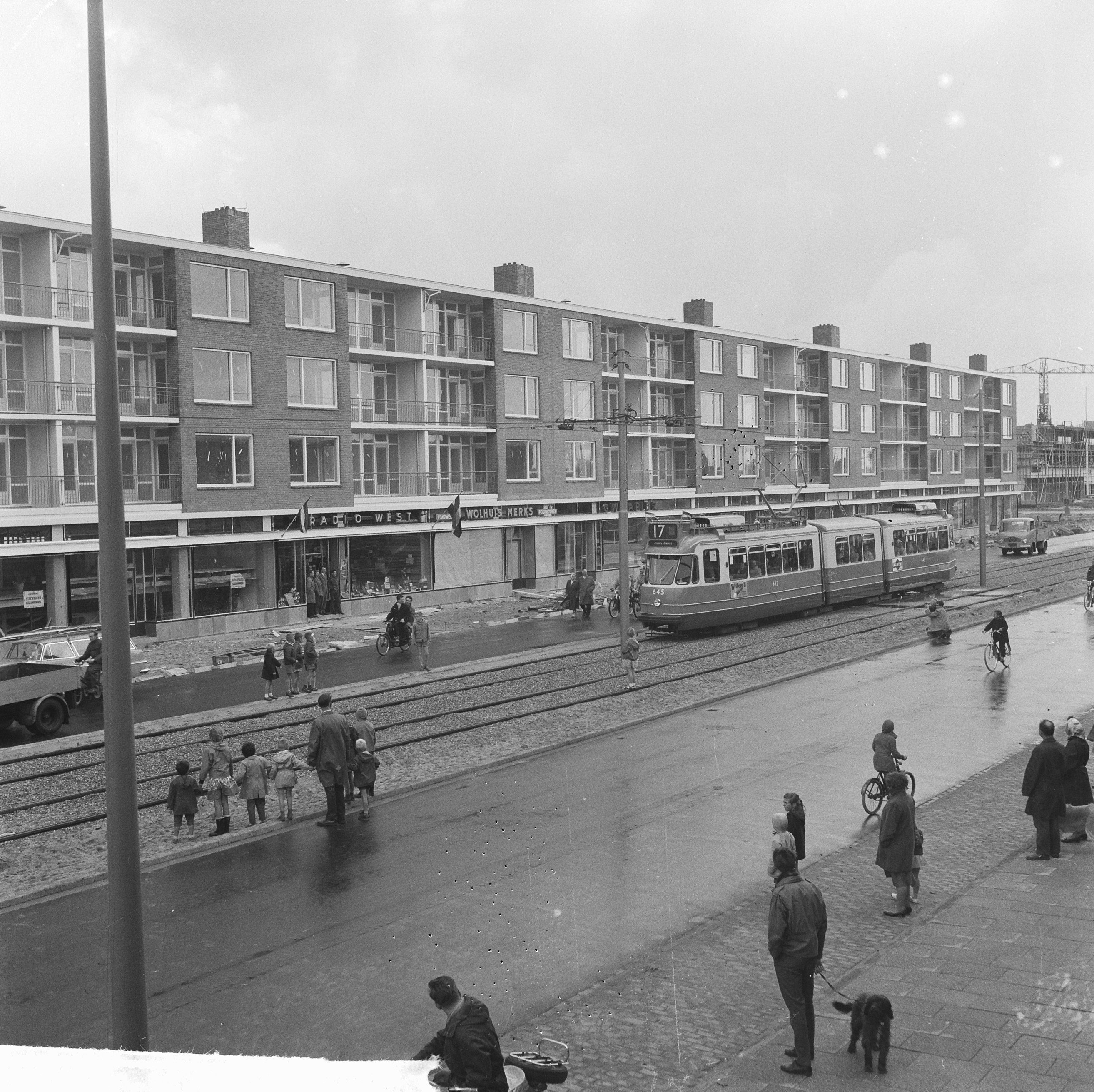
Filiaal Radio West Tussen Meer 1962

In 1945 opende Herman Bakker een elektronicawinkel in Amsterdam-West. Samen met zijn zoons Carel en Coos werd in 1962 een tweede filiaal geopend in Amsterdam-Osdorp aan het Tussen Meer; dit filiaal viel onder de keten Radio West. Vanaf 1969 zetten Carel en Coos Bakker het bedrijf voort onder de naam BCC.
In oktober 2009 nam BCC het Amsterdamse Polectro over en de twee vestigingen werden omgevormd tot BCC-vestigingen. Het filiaal in Stadshart Amstelveen, dat op 2,7 kilometer afstand van het hoofdfiliaal van Polectro lag, werd na de overname opgeheven.
In oktober 2014 telde BCC 57 winkels in Nederland, een hoofdkantoor in Schiphol-Rijk en een magazijn. Er werd een belangrijk deel van de omzet online gerealiseerd. Per 1 februari 2015 nam BCC achttien winkels over van HiM Retail, de eigenaar van de winkelformules De Harense Smid, Mikro-Electro en It's. De deal hield verder in dat HiM Retail circa tien winkels ging sluiten, omdat zij te veel zouden concurreren met de BCC-winkels. BCC nam circa 150 medewerkers over. Na de overname telde BCC 69 winkels.
Op 14 september 2023 maakte eigenaar Mirage Retail Group bekend dat het geen toekomst ziet in het verliesgevende bedrijf en uitstel van betaling heeft aangevraagd. Een week later werd het faillissement aangevraagd. In maart 2024 werd de merknaam BCC en de bijbehorende website overgenomen door AMBIN B.V. en voortgezet als prijsvergelijker.

## Eigenaar

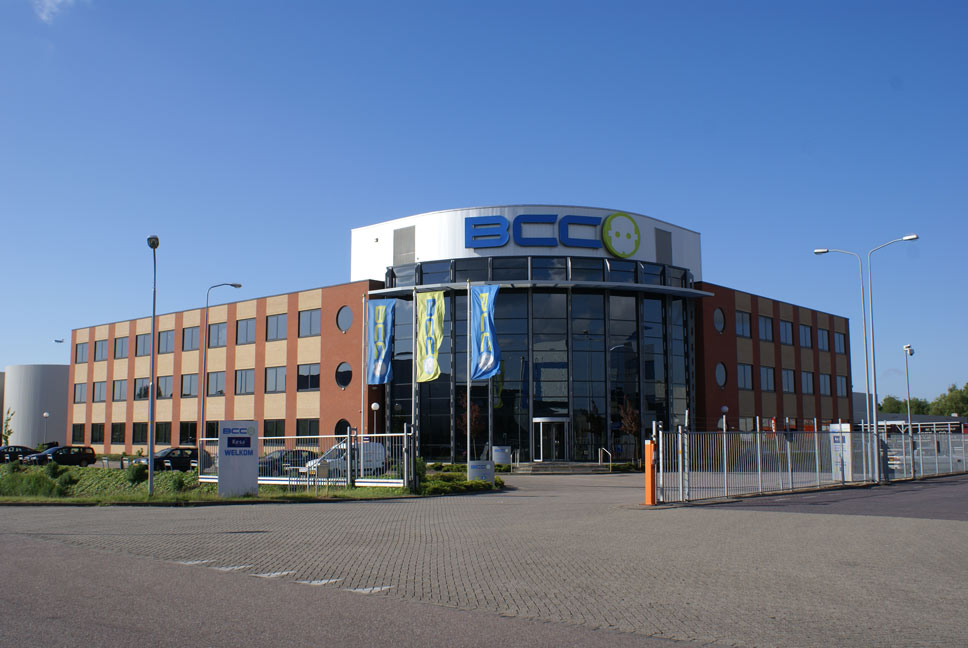
Voormalig BCC hoofdkantoor Schiphol-Rijk

De aandeelhouders van BCC verkochten in 1997 hun BCC-aandelen aan het beursgenoteerde Engelse retailconcern KingFisher. Dit concern bestond vooral uit zogeheten Superstore-ketens in Europa op het gebied van elektronica en doe-het-zelven. BCC had op dat moment 23 filialen in de Randstad. In juli 2003 werden de elektronica-winkels onderdeel van KESA, wat staat voor Kingfisher Electronica SA.. KESA wijzigde zijn naam in 2012 in Darty Groep. De Darty Groep, waarvan op dat moment ook het Franse Darty en het Belgische Vanden Borre deel uitmaakten, was beursgenoteerd in het Verenigd Koninkrijk.
De Franse keten van boeken- en multimediawinkels Fnac nam begin 2016 Darty over. Fnac beoogde met de overname marktleider te worden in de handel van elektronica, boekenmateriaal en huishoudtoestellen in Frankrijk. De Darty Groep realiseerde in 2015 een omzet van 3,5 miljard euro. De omzet van Fnac bedroeg 3,9 miljard euro in 2014.
Eind 2020 werd BCC overgenomen door de Mirage Retail Group voor een 'symbolisch bedrag'.